# Simone & Charly Brunner
Simone & Charly Brunner (bis 2017 Brunner & Stelzer) ist ein österreichisches Schlagerduo, das aus Charly Brunner und Simone Stelzer besteht.

## Werdegang
Schon in früheren Jahren hatte Charly Brunner (bekannt von Brunner & Brunner) auf den Alben Träume (1999) und Solang wir lieben (2001) Texte für Simone Stelzer geschrieben. Ihre erste Zusammenarbeit als Duett war 2012, als Brunner seine Solokarriere begonnen hatte und Stelzer um die Aufnahme eines Lieds mit ihr bat. Es wurde unter dem Titel Ich denk noch an dich produziert und auf ihrem letzten Soloalbum Pur (2012) veröffentlicht. Aufgrund der erfolgreichen Zusammenarbeit beschlossen die beiden, gemeinsam ein ganzes Album aufzunehmen: Das kleine große Leben wurde 2013 unter Charly Brunner & Simone veröffentlicht und war in Österreich und Deutschland in den Charts erfolgreich. Zwei Jahre später erschien das Album Alles geht!, bei dem sie sich dann Brunner & Stelzer nannten.
In Oktober 2017 erschien die Single Wahre Liebe aus dem neuen gleichnamigen Album. Gleichzeitig haben die beiden ihren Duettnamen geändert in „Simone & Charly Brunner“.

## Auszeichnungen
- Mai 2014: Nominierung für den Amadeus-Award[2] und gewannen in der Kategorie "Schlager" (für ihre Zusammenarbeit und das Album Das kleine große Leben)
- September 2016: Goldene Antenne[3] des Belgischen Rundfunks (BRF; für ihr neues Album Alles geht!)

## Diskografie

### Alben
- 2013 – Das kleine große Leben
- 2015 – Alles geht!
- 2018 – Wahre Liebe

### Singles
- 2012 – Ich denk noch an dich
- 2013 – Dieses kleine große Leben
- 2013 – Komm wach auf und tanz mit mir
- 2014 – Liebe ist Liebe
- 2014 – Das Lied von Lucy Jordan
- 2014 – Warm um’s Herz
- 2015 – Buongiorno Amore
- 2015 – Arche Noah
- 2016 – Nur für den Moment
- 2016 – Woher weiß ich, dass es Liebe ist
- 2016 – Das kann uns keiner nehmen
- 2016 – Für den Moment
- 2017 – Wahre Liebe
- 2018 – Nachtschwärmer
- 2018 – Die Tage enden nicht am Horizont
- 2018 – Traumtänzer
- 2019 – Kompass für mein Herz
- 2020 – Wir sind alle über 40
- 2020 – Prosecco für alle
- 2021 – Die beste Zeit ist jetzt
- 2025 ~ Wir sind alle über 40 [JoJo Remix]